# Société philosophique de Derby

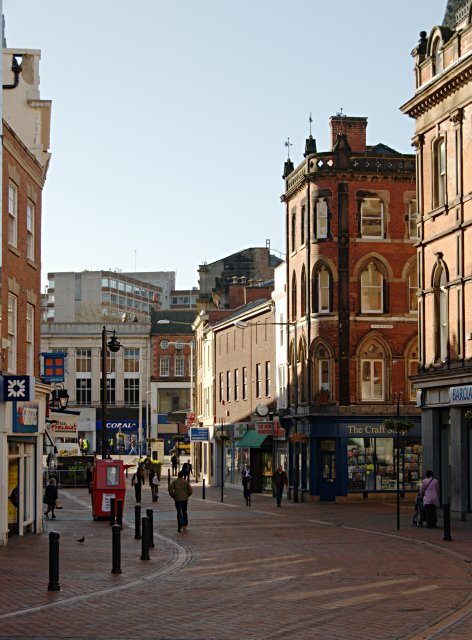
Le marché aux grains de Derby, où la société se réunit à partir de 1783.

La Société philosophique de Derby, en anglais Derby Philosophical Society, est un club de Derby fondé en 1783 par Erasmus Darwin. De recrutement exclusivement masculin, elle compta nombre de membres illustres et offrit également à la ville sa première bibliothèque accessible au moins à une partie du public.

## Histoire
Clubs et sociétés étaient l'un des aspects les plus importants de la vie publique et semi-publique dans la Grande-Bretagne georgienne, bien que les femmes fussent souvent exclues des plus conventionnels d'entre eux. Beaucoup portaient un vif intérêt à la science, à la « philosophie naturelle » comme on disait alors, et constituèrent des centres locaux importants pour la production et la dissémination des idées dans le mouvement européen des Lumières. Certains étaient des associations informelles, d'autres hautement organisés avec leurs règles, leurs réglements et parfois leurs propres salles ou bâtiments. Un certain nombre se constituèrent, par achats ou par legs, des collections de livres, d'instruments scientifiques ou d'objets d'histoire naturelle.
Un Club ou Société philosophique de Derby se réunissait au XVIIIe siècle et a peut-être compté parmi ses membres des personnalités telles que John Whitehurst, de la Lunar Society, avant qu'il ne partît pour Londres en 1775. La société s'est réunie au moins jusqu'en 1779, bien que d'autres clubs ou coteries soient apparus dans la ville avant cette date. L'un d'eux, où était aussi impliqué Whitehurst, semble avoir associé l'artiste Joseph Wright, son ami Peter Perez Burdett et le pasteur Joshua Winter.
La Société philosophique de Derby fut lancée par Erasmus Darwin et un groupe d'associés en 1783, juste après son déménagement de Lichfield à Derby et son court séjour à Radbourne Hall, avec sa nouvelle épouse Elizabeth et la famille de celle-ci. La séance inaugurale eut lieu en 1784 dans sa maison de Full Street. Il exprima dans son discours aux membres les espoirs de réalisation qu'il plaçait dans la société et qui comprenaient l'acquisition d'une bibliothèque et peut-être la production de publications. Il semble avoir également espéré tenir des réunions communes avec les « lunatiques ».
Les objectifs de la société étaient multiples mais de fait elle parvint à se construire une collection de livres assez remarquable, de même que la liste des invités qu'elle reçut et dont certains sont énumérés dans ses registres. Ses membres participèrent à une traduction collective des œuvres de Linné du latin à l'anglais. Celle du Système des végétaux, annotée par les plus éminents d'entre eux, est le premier ouvrage où apparaît le nom d'Erasmus Darwin.
Le club se réunissait au King's Head Inn, dans le marché aux grains de Derby, non loin de la maison de Darwin au 3, Full Street.
Le nombre des membres fondateurs a été évalué, selon les époques, à sept, huit ou dix personnes identifiées à Richard French, Sneyd, John Hollis Pigot, John Beridge, Erasmus Darwin, Thomas Gisborne, Fox et enfin William Strutt. Cependant Gisborne et Sneyd ne vivaient pas à Derby, ce qui nous ramène à sept personnes en mettant à part Erasmus Darwin, considéré comme la principale raison d'être du club. Les registres du club nous sont parvenus mais désignent souvent les personnes par leur seul prénom, ce qui laisse au chercheur la charge de préciser de qui il s'agit. Les relations sociales entraient dans les visées du club mais les centres d'intérêt étaient variés, bien qu'un grand nombre de membres, à l'instar de Darwin, aient été liés à la médecine. Parmi les membres plus récents on relève les noms de Josiah Wedgwood, William Pickering, Charles Hope, Peter Crompton, Erasmus Darwin junior, Robert Darwin, Richard Leaper, Henry Hadley, Haden, Fowler, Johnson, Sacheverell Pole, William Duesbury junior, Robert Bage et Richard Archdale. Environ la moitié des membres étaient médecins comme William Brooks Johnson MD, mais les autres étaient des personnages de grande influence tels que Robert Wilmot, Jedediah Strutt, Brooke Boothby, Charles Sylvester, Charles Hurt, D'Ewes Coke et Thomas Evans,,. Crompton, Leaper et Hope sont tous trois devenus maires de Derby et le premier baron Belper fut l'un des derniers membres.
William Strutt et Richard Forester se succédèrent à la présidence de la société après la mort de Darwin en 1803. Strutt était l'un des membres fondateurs et Forester le fils de Richard French, autre fondateur. Le maître d'école et philosophe William George Spencer fut secrétaire de la société à partir de 1815 et son fils, le philosophe Herbert Spencer, tira une grande part de son inspiration de la culture littéraire et scientifique de Derby. Significativement, c'est Spencer qui inventa l'expression de « la survie du plus apte » après avoir lu l'ouvrage du petit-fils de Darwin sur l'évolution. Un autre associé illustre de la société est Abraham Bennet, bien qu'il n'en fût jamais membre, à la différence de James Pilkington, penseur aux idées avancées et auteur d'Une Vue du Derbyshire. 
Durant le temps qu'il passa à la tête de la société, Darwin garda sa maison de Full Street. Elle est maintenant démolie mais une plaque a été posée sur son emplacement en reconnaissance du rôle de Darwin, notamment en tant que fondateur de la société.
La Société philosophique de Derby n'est que l'une des nombreuses associations littéraires et scientifiques qui existèrent dans la ville pendant les dix-huitième et dix-neuvième siècles et qui reflétent l'importance de la culture scientifique dans le public des provinces anglaises du temps. On trouve parmi d'autres exemples une Société littéraire et philosophique de Derby, active autour de 1808-1816, l'Institut de mécanique de Derby, la Société d'histoire naturelle et le Musée de la ville et du comté de Derby, fondés en 1834, ainsi qu'une autre Société littéraire et scientifique qui fleurit dans les années 1840 et 1850. Il convient d'y ajouter la novatrice Infirmerie générale du Derbyshire, créée en 1810, et l'Arboretum de Derby, ouvert par John Claudius Loudon en 1840, qui furent tous deux fortement associés aux activités des « philosophes » de Derby et contribuèrent à la constitution d'une infrastructure scientifique publique.
En 1858, la Société philosophique de Derby emménagea dans une maison de Wardwick à l'occasion de sa fusion avec le Musée de la ville et du comté de Derby et la Société d'histoire naturelle. Elle apportait à la nouvelle institution les quatre mille volumes de sa bibliothèque, ses outils mathématiques et scientifiques et sa collection de fossiles.